# 張羽
張羽（ちょう う）は、前漢時代の武将である。生没年不明。梁に仕え、紀元前154年の呉楚七国の乱で大将軍（または将軍）となって活躍した。

## 事績
景帝前3年（紀元前154年）、呉楚七国の乱が勃発したとき、兄の張尚は楚の相であったが、反乱に同意せず楚王劉戊に殺された。景帝の弟の梁王劉武は兄の側につき、六人の将軍を送って呉軍と戦わせたが、二人が敗れて士卒が逃げかえった。そこで張羽と韓安国を梁の大将軍（または将軍）に任命して守りを固めた。張羽が力戦し、韓安国が防御に徹して守るうちに、漢軍に糧食を絶たれた呉・楚の軍は壊走した。これにより張羽と韓安国の名が顕れた。
その後の張羽については知られないが、若き日の鄭当時のおかげで苦境を脱したことがあったという。武帝の即位前、つまり景帝後3年（紀元前141年）以前のようだが、仔細はわからない。